# سایمون در برابر مرام‌نامه هوموساپین‌ها
سایمون در برابر مرام‌نامه هوموساپین‌ها (انگلیسی: Simon vs. the Homo Sapiens Agenda) یک کتاب رمان پرفروش چاپ سال ۲۰۱۵ است که توسط بکی آلبرتالی نوشته شده‌است و از روی آن فیلم با عشق، سایمون ساخته شده‌است. داستان آن درباره یک پسر دبیرستانی است که همجنس‌گراست و مجبور است آن را به خاطر یک باج‌گیر علنی کند. داستان آن در آتلانتا، جورجیا اتفاق می‌افتد.
این کتاب برنده جایزه ویلیام سی موریس از انجمن کتابخانه آمریکا شد و به عنوان یکی از نامزدهای جایزه کتاب ملی نیز مطرح شد.